# Hannes Hintermeier
Hannes Hintermeier (* 5. Juli 1961 in Altötting) ist ein deutscher Journalist und Literaturkritiker. Er war bis Mai 2021 Ressortleiter des Feuilletons der Frankfurter Allgemeinen Zeitung (FAZ). Seit 2023 ist Hintermeier Kuratoriumsmitglied der Förderer und Freunde der Bayerischen Staatsbibliothek e. V.

## Werdegang und Leben
Hintermeier wuchs in Burghausen auf und besuchte dort bis 1980 das Kurfürst-Maximilian-Gymnasium. Nach Abitur und Wehrdienst studierte er Anglistik und Germanistik an der Ludwig-Maximilians-Universität München. Währenddessen schrieb er für die Lokalredaktion Dachau der Süddeutschen Zeitung. 1988 begann er die Kompaktausbildung an der Deutschen Journalistenschule.
Von 1990 bis 1996 war Hintermeier Literaturredakteur bei der Abendzeitung und wechselte anschließend in die Kulturredaktion der Zeitung Die Woche. 1998 kehrte er als Ressortleiter Kultur zur Abendzeitung zurück. Seit September 2001 arbeitet er für die Frankfurter Allgemeine Zeitung, zunächst als stellvertretender Ressortleiter des Feuilletons sowie verantwortlich für die „Neuen Sachbücher“. Seit Oktober 2019 ist Hintermeier zusammen mit Sandra Kegel verantwortlicher Redakteur des Feuilletons.
Hintermeier ist verheiratet und hat zwei Töchter. Er lebt in Burghausen und arbeitet als Feuilletonkorrespondent der FAZ für Bayern und Österreich.

## Werke
- Die Aldi-Welt. Nachforschungen im Reich der Discount-Milliardäre. Karl Blessing Verlag, München 1998, ISBN 3-89667-050-6.
- Ein Dorf wird Papst: Glaube, Heimat, Hoffnung in Marktl am Inn. Carl Hanser Verlag, München 2006, ISBN 978-3-446-20806-3.
- Marktplatz Heimat. Der Papst aus Bayern verändert eine Welt. DTV, München 2010, ISBN 978-3-423-34573-6.